# Martin Vidović
Martin Vidović (né le 15 juillet 1953) est un prélat croate de l'Église catholique qui est nonce apostolique en Biélorussie de 2004 à 2011.

## Biographie
Martin Vidović est né le 15 juillet 1953 à Vidonje (en), en Croatie. Il est ordonné prêtre le 28 mai 1989.

## Carrière diplomatique
Il est entré au service diplomatique du Saint-Siège le 19 septembre 1994. Il est notamment secrétaire de la nonciature en Bosnie-Herzégovine (en) de 1994 à 1999
Le 15 septembre 2004, le pape Jean-Paul II le nomme évêque titulaire de Nona (de) et nonce apostolique en Biélorussie (en). Il reçoit sa consécration épiscopale des mains du cardinal Angelo Sodano le 21 novembre à la cathédrale Saint-Pierre de Split (en).
Il démissionne de son poste de nonce en 2011 après avoir rencontré l'opposition politique du pays alors que le secrétaire d'État du Vatican, le cardinal Tarcisio Bertone, et le pape Benoît XVI cherchent à négocier avec le gouvernement du président biélorusse Alexandre Loukachenko